# Лядова, Людмила Алексеевна
Людми́ла Алексе́евна Ля́дова (29 марта 1925, Свердловск, СССР — 10 марта 2021, Москва, Россия) — советский и российский композитор, пианистка, певица; народная артистка РСФСР (1984).

## Биография
Людмила Лядова родилась 29 марта 1925 года в Свердловске, в семье профессиональных музыкантов. Отец, Алексей Иванович Лядов, был солистом Свердловского оперного театра (тенор), затем работал скрипачом в оркестре (помимо скрипки играл на саксофоне и мандолине), в 1960—1970-е годы работал регентом церковного хора Свято-Николаевского храма в Макеевке 
(пос. Григорьевка) Донецкой области. Мать, Юлия Петровна Лядова (урождённая Самойлова; 1902—1980), по образованию хормейстер, дирижировала самодеятельными коллективами, долгое время пела в Свердловской филармонии.
Начала заниматься музыкой в раннем детстве. Родители серьёзно готовили её к карьере пианистки. Сначала пригласили домашнюю учительницу, потом в 7 лет определили в музыкальную школу к известному в городе педагогу Ванде Антоновне Бернгард-Тшаской (ученице и — позже — ассистентке Б. Ставенхагена). В 10-летнем возрасте, выдержав большой конкурс, Лядова поступила на детское отделение Свердловской консерватории к профессору Б. С. Маранц.
С 11 лет девочка играла сложнейшие произведения классического репертуара на школьных вечерах, праздниках, в клубе, где работала мама, участвовала в смотрах, фестивалях, конкурсах. Большим событием стало для неё выступление с оркестром под управлением Марка Павермана на сцене Свердловской филармонии. Тогда она играла концерт Мендельсона, а через год с этим же оркестром исполнила знаменитый Первый концерт Чайковского, сочинения Рахманинова и Листа.
В военные годы она вместе с матерью выступала в воинских частях и на заводах.
По окончании училища Лядову зачислили в Свердловскую консерваторию в фортепианный класс к Б. С. Маранц. Параллельно она училась на композиторском отделении у профессора В. Н. Трамбицкого. В 1948 году она окончила консерваторию.
Ещё во время Великой Отечественной войны Лядова встретилась с молодой певицей Ниной Пантелеевой. С этого времени они стали успешно выступать вместе и в 1946 году получили звание лауреатов 2-го Всесоюзного конкурса артистов эстрады. Их дуэт имел большую популярность, они предприняли длительное творческое турне по стране, однако в 1952 году дуэт распался из-за разногласий.
В 1951 году Людмила Лядова была принята в Союз композиторов СССР и переехала в Москву. С середины 50-х годов вместе с супругом жила в деревне Писарево Рузского городского округа.
В её творчестве преобладают песни военно-маршевого характера, песенная лирика и детские песни. За её энергию и позитив её называли Мадам тысяча вольт, Мадам оптимизм.
В 1984 году Людмила Лядова была удостоена звания народной артистки РСФСР.
В марте 1985 года состоялся юбилейный вечер Людмилы Лядовой в Москве в Колонном зале Дома Союзов.
С 1993 года является членом Фонда мира.
В 2000 году вышел сборник детских песен Людмилы Лядовой «Почемучка». Композитор постоянно обращалась к этой тематике. Её детский мир — это жизнерадостный и удивительно чистый музыкальный остров, населённый ребятами, зверями, птицами, бабочками, игрушками.
К своему 75-летнему юбилею композитор написала песню «Мой марш».
В 2005 году в Большом зале Московской консерватории состоялся юбилейный концерт Людмилы Лядовой.
В 2007 году один из выпусков авторской программы Олега Нестерова «По волне моей памяти» (Канал «Время» — Первый канал. Всемирная сеть) был посвящён Людмиле Лядовой.
В 2015 году Людмиле Лядовой было присвоено звание «Почетный гражданин Свердловской области».
21 мая 2015 года в Доме русского зарубежья имени А. Солженицына состоялся юбилейный концерт артистки.
19 апреля 2017 года была гостем программы «Мой герой» с Татьяной Устиновой на телеканале ТВ Центр.

### Болезнь и смерть
27 февраля 2021 года певицу госпитализировали в 52-ю московскую больницу в связи с заражением COVID-19. Состояние Людмилы Алексеевны оценивалось как тяжёлое из-за поражения 75 % лёгких, позднее артистку перевели в отделение реанимации. Скончалась 10 марта 2021 года на 96-м году жизни в Москве от осложнений, вызванных коронавирусной инфекцией. Церемония прощания прошла 13 марта в Новодевичьем монастыре.

Могила на Кунцевском кладбище

Похоронили Людмилу Лядову в тот же день на Кунцевском кладбище (10 уч.).

## Личная жизнь
- Первый муж — Василий Коржов, руководитель первого официального цыганского ансамбля, Заслуженный артист Азербайджана[22][23][24].
- Второй муж — Юрий Кузнецов, танцовщик балета.
- Третий муж — Кирилл Головин, инженер.
- Четвёртый муж — Игорь Сластенко[25], певец.
- Пятый муж — Александр Кудряшов (1942—2020), саксофонист, взял фамилию жены и стал Лядовым. Вместе с супругом увлекались рыбалкой и подводной охотой[5]. Людмила Лядова много путешествовала, в молодости играла в хоккей, а в 87 лет впервые совершила полет на дельтаплане[26].

С 1957 года до конца жизни проживала в "композиторском доме" в Газетном переулке, 13.

## Фильмография
- 1967 — «Самая высокая…»
- 1971 — «Без этого нельзя»
- 1976 — «Девичьи перепевы»
- 1978 — «Жирафа и очки»

## Избранные произведения

### Песенное творчество
Автор более 800 песен. Песни Людмилы Лядовой исполняли: Мария Биешу, Юрий Богатиков, Майя Кристалинская,Зара Долуханова, Людмила Зыкина, Иосиф Кобзон, Тамара Миансарова, Елена Образцова, Эдита Пьеха, Бэла Руденко, Гасим Халилов, Нинель Ткаченко, Валентина Толкунова, Леонид Утёсов («Она о нём печалится»), Эдуард Хиль, Михаил Чуев, Клавдия Шульженко («Когда-нибудь», «Сердечная песня», «Женщина»).
Огромную популярность приобрели «Старый марш» на стихи М. Владимова, «Чудо-песенка» на стихи В. Драгунского, «Барабан» на стихи И. Шаферана, «Ай-люли», написанная для Тамары Миансаровой и принёсшая ей звание лауреата и Золотую медаль на VIII Всемирном Фестивале молодёжи и студентов в Хельсинки (1962), и другие. «Чудо-песенку» на стихи Людмилы Давидович и Виктора Драгунского вслед за самой Людмилой Лядовой пели Гелена Великанова, Нина Дорда, Капиталина Лазаренко, Тамара Миансарова и английская певица Джерри Скотт.
Первым исполнителем «Старого марша» стал Иосиф Кобзон, потом песня вошла в репертуар Юрия Богатикова. Песня «Барабан» звучала с большими оркестрами в исполнении Эдуарда Хиля. «Старый марш» и «Барабан» исполняли все военные ансамбли страны. Военная тематика нашла отражение и в других песнях Людмилы Лядовой.

### Инструментальная музыка
- Концерт для фортепиано с оркестром a moll (в разные годы неоднократно исполнялся автором, а также другими пианистами как в России так и за рубежом. Ульяновский композитор и пианист Антон Никонов помимо исполнения написал так же методическую разработку «Преодоление пианистических трудностей в фортепианном концерте Людмилы Лядовой».
- «Кокосы», «Скоморошьи пляски» и др. для эстрадно-симфонического оркестра
- «Цыганская рапсодия» и «Концертная полька» для фортепиано с оркестром

### Камерная музыка
- Соната для фортепиано
- Пьесы для скрипки и фортепиано

### Оперетты и мюзиклы
Оперетты: «Два цвета времени», «Под чёрной маской», «Атаманша», «У опасной черты» и «Кто твоя невеста?». Мюзиклы: «Душа солдата» и «Сказка про Ерему, Данилу и Нечистую силу».

## Награды и звания
- орден «За заслуги перед Отечеством» III степени (8 июня 2005) — за большой вклад в развитие отечественного музыкального искусства и многолетнюю творческую деятельность[13][30]
- орден «За заслуги перед Отечеством» IV степени (17 марта 2000) — за большой вклад в развитие отечественного музыкального искусства[13][31]
- орден Почёта (4 мая 2011) — за большие заслуги в развитии отечественной культуры и искусства, многолетнюю плодотворную деятельность[3][32]
- Орден Дружбы (2 августа 1997) — за заслуги перед государством, большой вклад в укрепление дружбы и сотрудничества между народами, многолетнюю плодотворную деятельность в области культуры и искусства[3][33]
- медаль «За трудовое отличие» (14 ноября 1980 года) — за большую работу по подготовке и проведению Игр XXII Олимпиады[34]
- медаль «За освоение целинных земель»
- Народная артистка РСФСР (29 декабря 1984)
- лауреат Государственной премии СССР[6]
- Заслуженный деятель искусств РСФСР (30 июля 1976)
- лауреат премии имени Ленинского комсомола[6]
- лауреат премии Российского Союза Молодёжи ([источник не указан 1589 дней])
- Государственная премия России имени А. В. Александрова[6]
- Почётный гражданин Свердловской области (10 марта 2015 года)[35]